# 디노 그란디

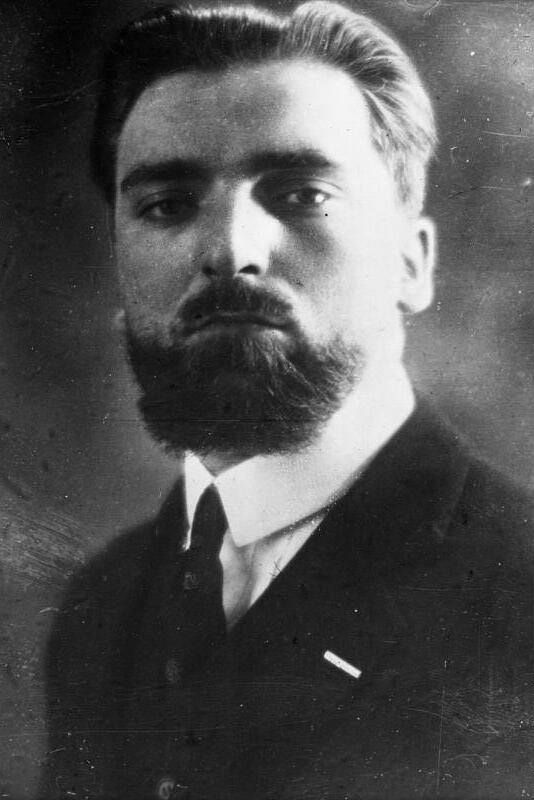
디노 그란디.

디노 그란디(Dino Grandi, 1895년 6월 4일 ~ 1988년 5월 21일)는 이탈리아의 정치인, 외교관이다. 외무상(1929년 ~ 1932년)과 런던 주재 이탈리아 대사 (1932년 ~ 1939년)를 역임했으며, 이후 법무상, 파시스트 최고평의회 의장을 지냈다. 제2차 세계대전 직후 남아메리카로 망명하였다.

## 생애
이탈리아 볼로냐 주의 모르다노에서 태어난 그란디는 제1차 세계 대전에 참전한 후 1919년에 볼로냐 대학에서 경제학과 법학을 전공했다. 1914년에 베니토 무솔리니와 두번 만난 이후 무솔리니에 감화된 그란디는 초기 이탈리아의 참전에 적극적인 옹호자가 되기도 했다.
25세되던 해인 1920년에 검은 셔츠단에 가입한 그란디는 무솔리니와 함께 초기 멤버였으나, 1943년 연합군의 시실리 침공 작전인 허스키 작전이 개시된 후, 무솔리니를 공격했고 무솔리니의 해임을 19 대 7로 가결시켰다. 무솔리니는 국왕 비토리오 에마누엘레 3세에게 달려갔으나, 국왕 역시 파시스트 평의회의 결정에 동의하여 무솔리니를 실각시키고 그를 체포했다.
이후 무솔리니는 아돌프 히틀러가 보낸 오토 스코르체니에 의해 구출된 후 이탈리아 북부에 이탈리아 사회공화국을 세웠고, 그란디는 1944년 2월 8일 ~ 2월 10일에 걸친 재판에서 사형 선고를 받았다. 그러나 그란디는 1943년 여름에 프란시스코 프랑코가 통치하던 스페인으로 도망친 후였다. 그는 그 후 포르투갈에서 1943년부터 1949년까지 살았으며 1960년대에는 브라질에서 살았다. 1988년 고향 볼로냐에서 죽었다.